# Alloxylon wickhamii
Alloxylon wickhamii là một loài cây rừng nhiệt đới trong họ Quắn hoa với độ cao có thể lên đến 30 m (98 ft). Loài này được (W.Hill & F.Muell.) P.H.Weston & Crisp miêu tả khoa học đầu tiên năm 1991. Chúng có thể được tìm thấy như một loài đặc hữu ở vùng nhiệt đới ẩm ướt của Queensland.